# Argostemma pedunculosum
Argostemma pedunculosum är en måreväxtart som beskrevs av Friedrich Anton Wilhelm Miquel. Argostemma pedunculosum ingår i släktet Argostemma och familjen måreväxter. Inga underarter finns listade i Catalogue of Life.